# 제임스 채드윅
제임스 채드윅 경(영어: Sir James Chadwick, CH, FRS, 1891년 10월 20일 ~ 1974년 7월 24일)은 중성자를 발견한 공로로 노벨 물리학상을 받은 영국의 물리학자이다. 1941년 마우드 보고서(MAUD, Military Application of Uranium Detonation, 우라늄 폭발의 군사적 이용)를 작성하였고, 미국 정부의 지원을 받아 핵무기 개발의 핵심 인물로서 활동하였다. 채드윅은 제2차 세계 대전 동안 맨해튼 계획의 영국 팀 수장이었다. 1945년 물리학 연구 공로로 기사 작위를 받았다.
맨체스터 빅토리아 대학교에서 “핵물리학의 아버지”로 불리는 어니스트 러더퍼드의 지도를 받으며 공부하였고 1911년 졸업하였다. 졸업한 이후에도 러더퍼드 아래에서 연구를 계속했으며 1913년 석사 학위를 받았다. 같은 해 채드윅은 왕립 1851년 박람회 위원회로부터 장학금을 받았다. 그는 베를린의 한스 가이거 밑에서 베타 방사선을 연구하는 일에 발탁되었다. 채드윅은 당시 막 개발된 가이거 계수기를 이용하여 베타 붕괴에 의해 발생하는 베타 방사선이 당시까지 생각되었던 것처럼 분절된 선 스펙트럼이 아니라 연속 스펙트럼이라는 것을 관측하여 입증하였다. 유럽에 제1차 세계 대전이 일어났을 때에도 그는 베를린의 루흐레벤 수용소에 남아 연구를 계속하였다.
전쟁이 끝나자 채드윅은 러더퍼드를 따라 케임브리지 대학교의 캐번디시 연구소로 갔다. 그곳에서 러더퍼드를 지도교수로 하여 1921년 6월 박사학위를 취득하였고, 이후에도 계속 카벤디시 연구소에서 근무하였다. 채드윅은 1932년 중성자를 발견하였다.
채드윅은 제2차 세계 대전 동안 원자폭탄을 개발하기 위한 튜브 앨로이스 계획에 참여하였다. 그동안 그와 리버풀 연구소는 나치 독일의 루프트바페가 먼저 개발을 완료하지 않을까 노심초사하였다. 퀘벡 협정으로 튜브 알로이스 계획은 미국의 맨해튼 계획에 합류되었다. 그는 로스앨러모스 연구소에서 영국 팀의 수장으로 활동하였고, 워싱턴 D.C.의 프로젝트 책임자 레슬리 그로브스의 전폭적인 지지를 얻었다. 이러한 공로로 1945년 1월 신년 서훈에서 기사 작위를 받았다. 1945년 7월, 채드윅은 트리니티 실험을 지켜봤고 전쟁 이후 국제 연합 원자력 위원회의 영국측 과학 고문으로 활동하였다. 1948년 곤빌 카이우스 컬리지의 학장으로 취임하였고 1959년 퇴임하였다. 1974년 7월 24일에 사망하였다.

## 유년 시절과 학업
1891년 10월 20일 영국 체셔주의 볼링턴에서 방적공인 존 조셉 채드윅과 가사노동자였던 앤 마리 노리스 사이의 첫째 아이로 태어났다. 할아버지의 이름을 물려받아 ‘제임스’라고 불리게 되었다. 1895년 부모는 제임스를 외가에 맡기고 맨체스터로 이주하였다. 제임스 채드윅은 볼링턴 크로스 초등학교를 다녔으며 졸업할 때가 되자 맨체스터 그래머 스쿨로부터 입학 제의를 받았지만 부모의 벌이로는 도저히 학비를 감당할 수 없어 포기하였고, 대신 맨체스터에 있는 남자 센트럴 그래머 스쿨에 입학하였다. 그래머 스쿨에 진학하게 되자 제임스 채드윅은 다시 부모와 살게 되었다. 당시 제임스에게는 두 명의 남동생이 있었고, 태어나서 얼마 지나지 않아 죽은 여동생도 있었다. 16세에 두 곳의 대학 입학시험을 보았고 둘 다 합격하였다.
채드윅은 1908년 맨체스터 빅토리아 대학교에 입학하였다. 가고자 한 곳은 수학과였지만 실수로 물리학과를 적어내는 바람에 물리학을 배우게 되었다. 그는 대부분의 학생들처럼 4 마일(6.4 km) 정도 떨어진 그의 집에서 걸어서 통학하였다. 1학년을 마치고 채드윅은 물리학과에 주어지는 헤진버텀 장학금을 받게 되었다. 당시 물리학과의 지도교수는 핵물리학의 아버지로 불리는 어니스트 러더퍼드였고 졸업반을 지도하고 있었다. 러더퍼드는 채드윅을 두 종류의 다른 방사원에서 방출되는 방사능 에너지의 합을 비교 측정하는 연구에 참여시켰다. 실험의 개요는 1 그램(0.035 oz)의 라듐에서 발생하는 방사능의 정도를 측정할 수 있는가 하는 것이었다. 이 방사선량 측정 단위는 오늘날 1 퀴리로 정의된다. 러더퍼드가 제시한 방법은 올바르게 작동되지 않았지만 채드윅은 러더퍼드에게 이를 말하는 것이 두려웠고, 실험을 마치라는 압박을 받았다. 결국 채드윅은 측정 방법을 달리 고안하여 실험을 마쳤다. 채드윅의 첫 실험 논문은 러더퍼드를 공동저자로 하여 1912년 발표되었다. 채드윅은 1911년 최고 우수 등급으로 졸업하였다.
채드윅은 감마선의 측정 방법을 정립한 뒤, 다양한 기체와 액체에 대해 감마선 흡수비를 조사하였다. 이 결과를 담은 논문은 채드윅이 단독 저자로서 발표하였다. 채드윅은 1912년 석사학위를 받으면서 베이어 장학금에 선발되었다. 이듬해 1851년 박람회 장학기금은 유럽으로 보내는 유학생으로 채드윅을 선발하였다. 1913년 베를린 공과 대학교에서 한스 가이거와 같이 일하게 되었다. 당시 가이거는 가이거 계수기를 막 개발한 상태였다. 가이거 계수기는 그 이전에 방사능 측정을 위해 사용되던 사진 판독 기법보다 매우 뛰어난 정확도를 가지고 있었다. 채드윅은 가이거 계수기를 이용하여 베타선 방사가 이전까지 생각되던 분절된 선 스펙트럼의 형태가 아니라 연속적이라는 사실을 발견하였다. 알버트 아인슈타인은 가이거 연구소를 방문했을 때 채드윅에게 “나는 이 둘을 각각 설명할 수는 있지만 둘을 동시에 설명할 수는 없다.”고 말하였다. 베타 붕괴의 에너지가 왜 연속적인 스펙트럼으로 나타나는가는 오랫동안 풀리지 않는 문제였다. 1930년대에 들어 페르미는 이 문제를 해결하기 위해 중성미자를 제안하였고, 1956년 프레드릭 레인즈가 실험을 통해 발견하였다. 레인즈는 이 공로로 1995년 노벨 물리학상을 받았다.
채드윅이 독일에 있을 당시 제1차 세계 대전이 일어났다. 그는 베를린 인근의 루흐레벤 수용소에 갇히게 되었지만, 마구간에 차려진 실험실에서 연구를 계속 할 수 있었다. 그는 20세기 초 만연해 있던 방사성 위약(僞藥) 가운데 하나인 방사능 치약을 구해 실험을 계속하였다. 채드윅은 제자인 찰스 드럼먼드 엘리스의 도움을 받아 인의 이온화에 대한 연구와, 이산화탄소와 아르곤의 광화학 반응 연구를 진행하였다. 1918년 11월 1차 콤피에뉴 정전 협정이 이루어져 수용소에서 풀려난 채드윅은 부모가 있는 맨체스터로 돌아갔다. 그는 자신의 연구 성과를 1851년 박람회 장학기금에 보고하였다.
러더퍼드는 채드윅이 연구를 계속할 수 있도록 맨체스터 대학교에 시간 강사 자리를 마련해 주었다. 채드윅은 실험을 통해 백금, 은, 구리 등의 핵전하량을 측정하고 이것이 원자번호와 같다는 것을 확인하였다. 핵전하량과 원자번호의 실험 오차는 1.5% 미만이었다. 1919년 4월 러더퍼드는 캠브리지 대학교 캐번디시 연구소의 이사가 되었고, 몇 달 후 채드윅 역시 러더퍼드를 따라 옮기게 되었다. 1920년 채드윅은 클러크-맥스웰 장학기금을 수여 받고 캠브리지의 곤빌 카이우스 컬리지에서 박사 과정을 시작하였다. 그는 원자번호와 원자핵의 핵력을 연구 주제로 삼았다. 1921년 6월 채드윅은 박사 학위를 수여받고 곤빌 카이우스 컬리지의 교수로 채용되었다.

## 연구 경력

### 케임브리지 대학교

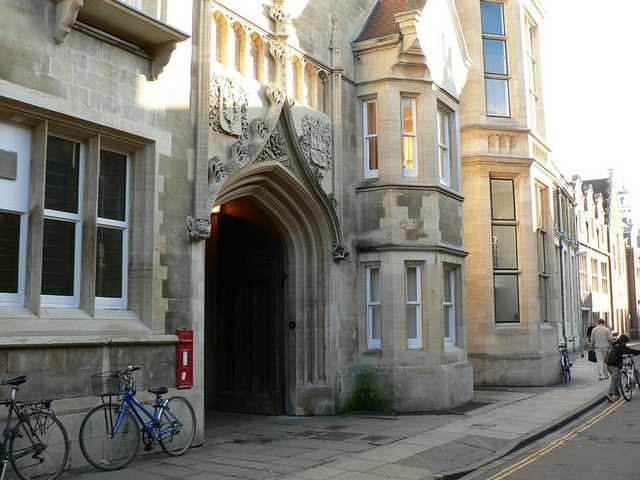
케임브리지 대학교 캐번디시 연구소

1923년 클러크-맥스웰 장학금 지급이 종료되었고, 채드윅은 표트르 레오니도비치 카피차의 자리를 이어 받았다. 영국의 과학산업부 장관이었던 윌리엄 맥코믹은 채드윅을 러더퍼드의 보좌역으로 임명하였다. 이에 따라 채드윅은 러더퍼드가 박사과정 학생을 선발하는 것을 도왔다. 이 기간에 선발된 존 콕크로프트, 노먼 피더, 마크 올리펀트는 이후 채드윅의 절친한 친구가 되었다. 많은 학생들이 무엇을 연구해야 할 지 갈피를 잡지 못했기 때문에, 러더퍼드와 채드윅은 연구 주제를 제안해 주었고, 채드윅은 연구소가 발행하는 모든 논문을 편집하였다.
1925년 채드윅은 주식중계인의 딸이었던 애일린 스테워트브라운을 만나 결혼하였다. 1927년 쌍둥이 딸 조안나와 주디스가 태어났다.
채드윅은 핵물리학의 기초에 대한 연구를 계속하였다. 1925년 당시 물리학자들은 제이만 효과를 설명하기 위해 스핀 개념을 도입하였지만, 당시의 원자 모형에서는 핵이 양성자로 이루어져 있다고 보았기 때문에 모순이 발생했다. 당시의 원자모형에 따르면 질소는 14 개의 양성자와 7 개의전자로 구성되어 있어야 한다. 이러한 설명은 질소의 질량과 전하에 대해서는 들어맞을 수 있어도 스핀에 대한 설명은 불가능했다. 훗날 채드윅이 중성자를 발견함으로써 이러한 모순은 해결되었다. 즉, 질소는 7개의 양성자와 7개의 중성자로 이루어진 핵과 7개의 전자를 갖고 있다.
1928년 케임브리지에서 열린 베타 입자와 감마선 학술회의에서 채드윅은 가이거를 다시 만났다. 가이거는 그의 박사후 과정 학생이었던 발터 뮐러가 개량시킨 새로운 가이거 계수기를 가지고 왔다. 전쟁 이후 채드윅은 섬광 기술이 적용되어 관찰이 더욱 용이하게 된 이 새로운 가이거-뮐러 계수기를 사용해 본 적이 없었다. 가이거-뮐러 계수기의 가장 큰 단점은 알파 입자, 베타 붕괴, 감마선, 그리고 라듐을 구분없이 모두 검출한다는 것이었다. 이 때문에 채드윅이 염두에 두고 있던 실험에 적합하지는 않았다. 한편 리제 마이트너가 알파 입자 방출기를 위한 폴로늄 2 밀리퀴리(약 0.5 마이크로그램)을 보내왔다.
독일에서 발터 보테와 그의 제자 헤버트 베커가 폴로늄에서 방사되는 알파 입자를 피폭시킨 베릴륨의 방사선을 관찰하여 특이한 방사 현상을 관찰하였다. 채드윅과 그의 제자이자 1851년 박람회 장학금 수여자인 오스트레일리아 출신의 휴즈 웹스터는 보테와 베커의 실험을 재현하였다. 채드윅은 이 현상이 몇 년전 자신과 러더퍼드가 세웠던 전기적으로 중성인 핵입자 가설을 뒷받침하는 증거로 보았다. 1932년 1월 노먼 피더는 또 다른 놀라운 실험 결과를 알려주었다. 프레데리크 졸리오퀴리와 이렌 졸리오퀴리 부부는 폴로늄에서 방사되는 알파선을 베릴륨에 충돌시킨 뒤 여기서 발생하는 특이한 방사선을 파라핀 왁스에 쏘였다. 그 결과 파라핀에서 양성자가 검출되자 졸리오퀴리 부부는 이 방사능을 감마선이라고 여겼다. 하지만 러더퍼드와 채드윅은 양성자가 너무 무거운 입자라서 감마선과 같은 복사에너지만으로는 그런 현상이 나타날 수 없다고 보았고, 전기적으로 중성이면서 보다 작은 입자가 충돌하였다면 이러한 현상이 가능할 것이라고 보았다. 이탈리아의 이론물리학자 에토레 마요라나 역시 졸리오퀴리 부부의 실험 결과를 보고 같은 결론에 도달했다. 졸리오부부는 중성자를 발견했지만 그것이 무엇인지 알 지는 못한 것이다.

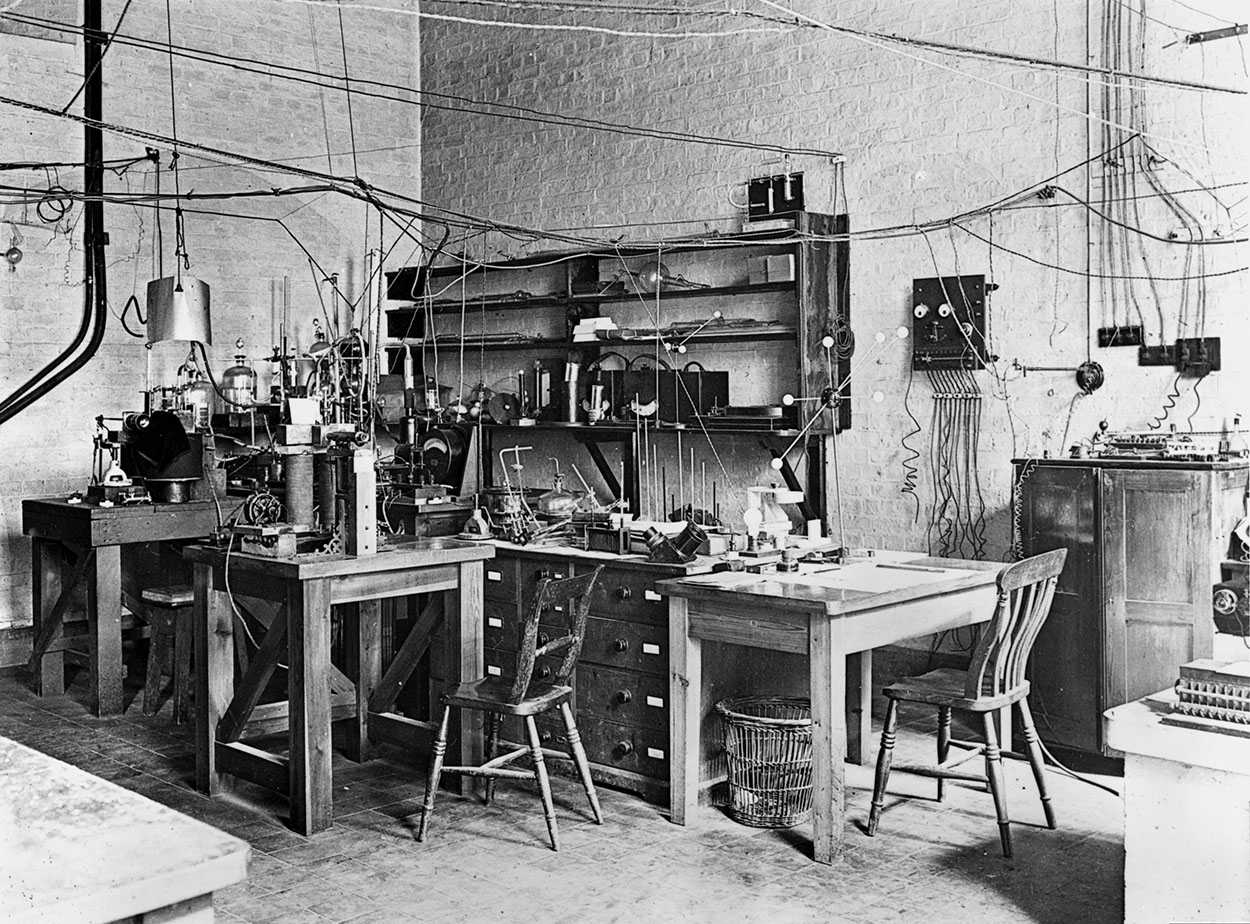
어니스트 러더퍼드의 연구소

채드윅은 다른 모든 일을 중단하고 중성자의 존재를 증명하는 실험에 매달렸다. 그는 폴로늄 소스와 베릴륨 타겟을 하나의 실린더에 구성한 장치를 만들어 여기서 나오는 방사선을 파라핀 왁스와 같은 물질에 투사하였다. 그 결과 나오는 양성자를 이온화 챔버에 모으고 오실로스코프로 관찰하였다. 이러한 실험을 시작한 지 2주가 지난 1932년 2월 채드윅은 《네이처》에 〈중성자의 존재 가능성〉을 기고하였고, 5월에는 《왕립학회보》에 〈중성자의 존재〉를 기고하였다. 채드윅의 발견은 핵물리학의 이정표가 되었으며 로버트 베이처와 에드워드 콘돈은 양성자와 중성자로 이루어져 있는 새로운 원자핵 모형을 도입하여 질소 원자핵의 스핀 문제를 해결하였다.
이론물리학자인 닐스 보어와 베르너 하이젠베르크는 중성자가 원자핵을 구성하는 핵자의 일부이며 양성자-전자의 전기적 상호작용에 관여하지 않는다고 확신하였다. 채드윅은 중성자의 질량을 1.0067 u로, 양성자-전자 쌍의 질량을 1.0078 u로, 핵자의 결합 에너지를 2 MeV로 계산하였다.
오스트리아에서 나치 독일을 피해 캐번디시 연구소에 와 있던 마우리스 골드하버는 중수소가 감마선에 의해 광붕괴 되면 중성자를 방출할 것이라고 제안하였다.
{\displaystyle \mathrm {{}_{1}^{2}D} +\gamma \rightarrow \mathrm {{}_{1}^{1}H} +n}
채드윅과 골드하버는 공동으로 연구하여 이를 실험으로 입증하였다. 이들은 양성자의 운동에너지가 1.05 MeV임을 측정하였고 남겨진 질량은 아직 알려지지 않은 중성자의 것이 될 터였다. 채드윅은 이를 1.0077 - 1.0086 u 로 계산하였다. 졸리오퀴리 부부는 붕소에 알파 입자를 조사하여 중성자의 질량을 측정하였고 채드윅이 얻은 값보다 높은 값을 얻었다. 반면, 캘리포니아 대학교의 어니스트 로런스는 이 보다 낮은 값을 측정하였다. 이후에 진행된 실험 결과를 보면 줄리오퀴리 부부의 실험이 가장 정확하였다. 이러한 측정들을 바탕으로 닐스 보어와 베르너 하이젠베르크는 중성자가 지금까지 알려지지 않은 새로 발견된 핵자라는 것을 확신하였다.
채드윅은 중성자 발견의 공로로 1932년 휴즈 메달을 받게 되었고, 이어 1935년에는 노벨 물리학상을 받았다. 중성자의 발견은 이후 핵물리학 발전의 중요한 계기가 되었다. 베타 붕괴에 따라 방출된 느린 속도의 중성자가 다른 원자핵에 포섭되면 원소가 바뀐다는 것을 발견하였고, 이로서 자연상태로는 존재하기 힘든 우라늄보다 무거운 원소를 실험실에서 만들어 낼 수 있었다. 양전하를 띄는 양성자와 달리 전기적으로 중립인 중성자는 쿨롱 장벽 없이 다른 전자핵으로 들어가거나 나올 수 있기 때문에 우라늄과 같이 무거운 원소의 핵에도 진입할 수 있다. 엔리코 페르미는 중성자의 이러한 성질을 이용하여 핵변환 반응을 유도할 수 있었고, 그 공로로 노벨상을 받았다. 한편,1930년 볼프강 파울리는 1914년 채드윅이 보고하였던 베타 붕괴시 발생하는 방사능의 연속 스펙트럼을 중성자에 의한 것으로 설명하였고, 1934년 페르미는 채드윅이 발견한 전기적으로 중성인 핵자에 대하여 중성자라는 이름을 붙였다.

### 리버풀 대학교

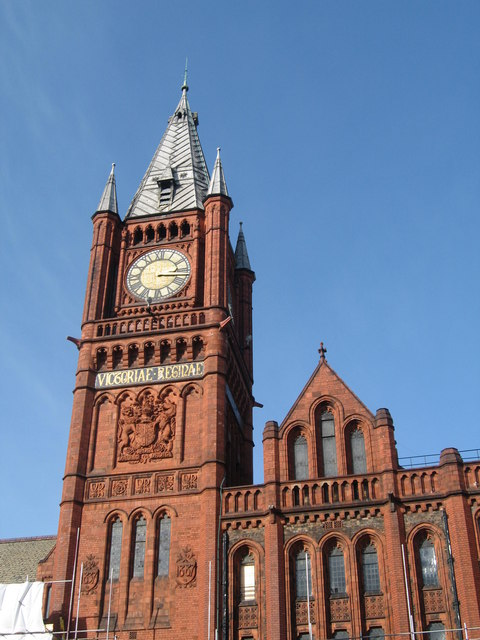
리버풀 대학교의 레드브릭 건물

영국의 대공황으로 인해 정부는 과학 예산을 삭감하였다. 미국의 로런스가 핵물리학의 새로운 전환점이 될 것이라 확신한 사이클로트론 개발에 착수하자, 채드윅은 캐번디시 연구소에도 이를 도입하기 위해 러더퍼드를 설득해야 하였다. 러더퍼드는 핵물리학 실험을 위해 거대한 실험장치를 갖출 필요가 없다고 여기고 있었다. 채드윅 스스로도 보통은 거대과학에 비판적이었고, 특히 로런스가 무분별하게 과학의 비용을 부풀려 놓는다고 여겼다. 1933년 솔베 회의에서 로런스가 알려지지 않은 새로운 입자의 존재를 가정하였을 때 채드윅은 실험 기구에 의해 결과가 왜곡되었다는 견해를 나타냈다. 버클리로 돌아간 로런스는 실험 결과를 다시 살펴보고는 채드윅이 옳았음을 확인하였다. 그 사이 러더퍼드와 마크 올리펀트는 캐번디시 연구소에서 중수소를 융합시켜 헬륨-3을 만들어 내었다. 이것은 또 하나의 중요한 발견이었지만 러더퍼드와 올리펀트가 사용한 입자 가속기는 당대 최고의 고가 실험 장비였다.
1935년 채드윅은 리버풀 대학교의 물리학 석좌 교수가 되었다. 리버풀은 아내의 고향이었다. 당시 리버풀 대학교의 연구소는 너무 구식이어서 여전히 직류 전원을 사용하고 있었다. 그러나 1935년 11월 채드윅이 수상한 노벨상 메달이 당도하자 모든 것이 일순간에 바뀌었다. 채드윅은 700 파운드를 들여 연구소를 새롭게 개장하였다. 예산때문에 일부 장비는 직접 제작하여야 하였다. 채드윅은 사이클로트론을 들이기 위해 대학 당국으로부터 2,000 파운드를 지원받았고, 왕립학회로부터도 2,000 파운드를 지원받았다. 싸이클로트론 제작을 위해 캘리포니아 대학교에서 로런스와 함께 일하던 버나드 킨세이와 헤럴드 왈크가 리버풀로 왔다. 코일로 사용된 구리선은 지방의 전선 업체로부터 들여왔고, 50 톤에 달하는 자석과 진공실은 트레퍼드 파크의 전기 중공업 회사인 케트로폴리탄-비커스에서 제작하였다. 리버풀 대학교의 사이클로트론은 1939년 7월 완공되었다. 제작 비용은 모두 5,184 파운드가 소요되어 대학교와 왕립학회가 지원한 금액을 초과하였다. 초과분은 채드윅이 노벨상을 수여받으며 받은 상금으로 충당하였다. 채드윅이 받은 상금은 159,917 크로나로 환전하면 8,243 파운드 정도였다.
리버풀 대학교는 의대와 자연과학 대의 교수진이 함께 구성되어 있었기 때문에 채드윅 역시 양쪽 모두에 관여하였다. 1938년 제17대 더비 백작 에드워드 스탠리가 암에 걸리게 되자 리버풀 대학교에서 치료를 받게 되었다. 채드윅은 스탠리 백작의 치료를 총괄하게 되었고, 37 인치 사이클로트론으로 발생시킨 중성자와 이온화 방사능을 암에 조사하는 시험을 하였다. 이로서 항암치료에 방사선이 동원되게 되었다.

## 제2차 세계 대전

### 튜브 앨로이스와 MAUD 보고서
독일의 오토 한과 프리츠 스트라스만은 우라늄에 중성자를 조사하여 그 보다 가벼운 원소인 바륨이 생성되는 것을 관찰하였다. 그때까지 원자에 중성자를 조사하여 얻어진 새로운 원소는 늘 그 원자 보다 무겁거나 최소한 같은 질량을 가진 것이었기 때문에 이 결과는 충격적인 것이었다. 1939년 1월 리제 마이트너와 그녀의 조카 오토 프리시는 물리학회에서 이 결과가 실린 논문을 읽고는 매우 놀랐다. 마이트너와 프리시는 보어의 물방울 모형을 이용하여 중성자와 충돌한 우라늄 원자가 어떻게 비슷한 크기의 두 파편으로 쪼개질 수 있는 지를 설명하면서 이를 핵분열이라고 이름지었다. 이들은 핵분열이 일어나려면 화학 반응에 작용하는 에너지보다 몹시 큰 에너지가 투여돼야 한다는 것을 들었고 그 에너지의 크기가 약 200 MeV 에 달한다고 계산하였다. 오토 한은 이들의 논문을 보고는 중성자에 의한 핵분열이 가능할 경우 핵 연쇄 반응 역시 가능하리라 예견하였다. 피에르 졸리오, 한스 폰 할반, 레프 코바르스키와 같은 프랑스 물리학자들은 핵분열이 일어날 때마다 하나 이상의 중성자가 새로 방출된다는 것을 입증하였다. 미국의 물리학자 존 휠러와 닐 보어는 공동 논문을 통해 우라늄 동위 원소인 우라늄-235에서 핵분열이 더욱 활발함을 밝혔다. 우라늄-235는 자연상태 우라늄 가운데 약 0.7%를 차지한다.
1939년 채드윅은 가족을 데리고 스웨덴 북부의 호수로 여행을 갔다. 그는 독일과의 전쟁은 다시는 일어나지 않으리라 생각했다. 이 때문에 제2차 세계 대전이 일어났다는 소식이 전해지자 큰 충격을 받았고 또 다시 수용소 생활을 하는 것을 피하기 위해 부랴부랴 영국으로 돌아가고자 했다. 스톡홀름에서 런던으로 가는 모든 비행기가 결항되었기 때문에 채드윅 가족은 부정기 여객선을 타고 귀환하여야 하였다. 채드윅이 리버풀 대학교로 돌아오자 박사후 과정에 있던 폴란드 출신 과학자 조지프 로트블랫이 당국에 의해 수용소로 보내졌다는 것을 알게 되었다. 채드윅은 로트블랫을 대학 강사로 임명하여 그가 수용소에 같히는 것을 막았다.
1939년 10월 채드윅은 당시 과학산업연구부 장관이자 물리학자였던 에드워드 빅터 애플린으로부터 원자폭탄의 실현 가능성을 묻는 편지를 받았다. 채드윅은 불가능하지는 않겠지만 많은 이론적, 실제적 문제가 있다고 신중하게 대답하였다. 채드윅은 로트블랫과 함께 산화 우라늄을 가지고 연구를 진행하였다. 1940년 3월 버밍검 대학교의 오토 프리시와 루돌프 파이얼스는 훗날 프리시-파이얼스 메모로 알려진 서신 교환을 통해 순수한 우라늄-235를 사용하면 자체적인 핵 연쇄 반응을 일으킬 수 있다는 것과 이 경우 폭발력은 우라늄-235 1 Kg(2.2 lb) 당 다이너마이트 몇 톤에 이를 것이라는 의견을 주고 받았다.

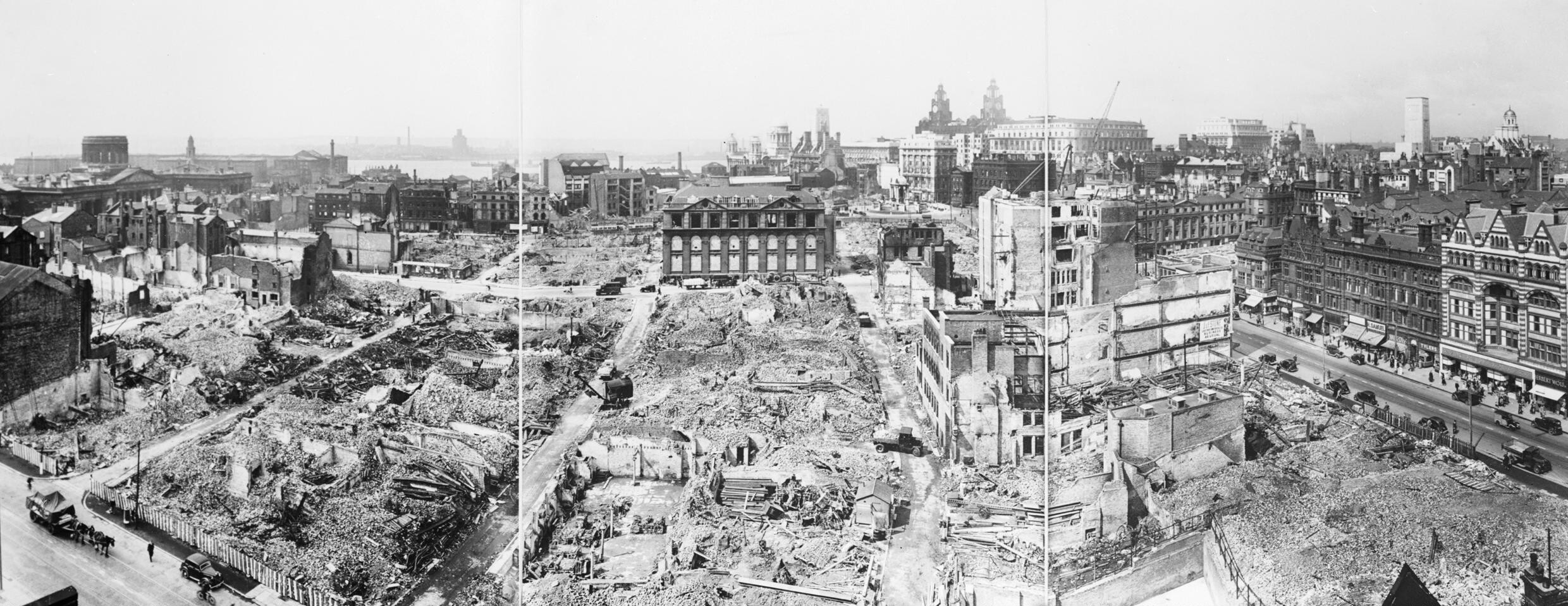
나치 독일의 리버풀 폭격으로 폐허가 된 시가

공중전과학연구위원회(Committee for the Scientific Survey of Air Warfare, CSSAW) 산하에 우라늄 폭탄을 연구하기 위한 위원회(Military Application of Uranium Detonation Committee, MAUD Committee)가 구성되었다. 마우드 위원회는 조지 패짓 톰슨을 위원장으로 하고 채드윅, 마크 올리펀트, 존 콕크로프, 필립 버튼 문 등이 참여하였다. 다른 팀이 농축 우라늄 제조 기술을 연구하는 동안 채드윅의 팀은 우라늄-235의 핵 반응면의 크기를 결정하는데 주력하였다. 1941년 4월에 이르러 채드윅 팀은 우라늄-235의 임계 질량을 최대 8 Kg(18 lb)으로 확정하였다. 채드윅 팀이 이러한 연구를 하는 사이 리버풀은 나치 독일의 루프트바페로부터 폭격을 받았다. 리버풀 대학교 연구소는 등화관제를 위해 두꺼운 종이로 창문을 가리고 연구를 계속하였다.
1941년 7월 채드윅은 MAUD 보고서의 최종 검토를 끝냈고, 10월에 버니바 부시의 명의로 프랭클린 D. 루스벨트에게 보고되었다. 보고서는 미국 정부가 원자 폭탄을 제작하는데 드는 비용은 몇 백만 달러 수준일 것이라고 보았다. 미국은 조지 브랙스튼 퍼그램과 해럴드 유리를 영국에 파견하여 오늘날 튜브 앨로이스로 알려진 핵무기 개발 계획의 진척 정도를 확인하고자 했다. 채드윅은 두 사람에게 “아직 작동하는 폭탄이 있는 건 아니지만, 90 퍼센트 정도는 되었다고 할 수 있다”라고 대답했다.
영국의 전기 작가 그래햄 파멜로는 그의 전기에서 체드윅이 처칠에게 원자 폭탄을 안겨주려고 누구보다 노력한 과학자이며, 거의 임계점에 도달해 있었다고 적고 있다. 채드윅은 계속되는 노심초사로 잠을 제대로 잘 수 없을 지경이었다. 후일 그는 “당시 핵폭탄은 그냥 가능성이 있는 정도가 아니라, 필연적으로 만들어지게 될 것이었다. 빠르던 늦던 이 아이디어는 결국 특별한 몇몇만이 할 수 있는 것이 아니게 될 것이었다. 모두가 오랫 동안 생각만 하는 사이 몇몇 국가는 그것을 행동으로 옮긴 것이다”라고 말하였다. 헤르만 본디는 채드윅의 이러한 입장을 적극 지지하였지만, 당대 영국 물리학계의 좌장이었던 러더퍼드는 채드윅이 “앞만 내다보고” 핵폭탄의 가능성에 압도되어 다른 생각을 하지 못하고 있다고 염려하였다.

### 맨해튼 계획

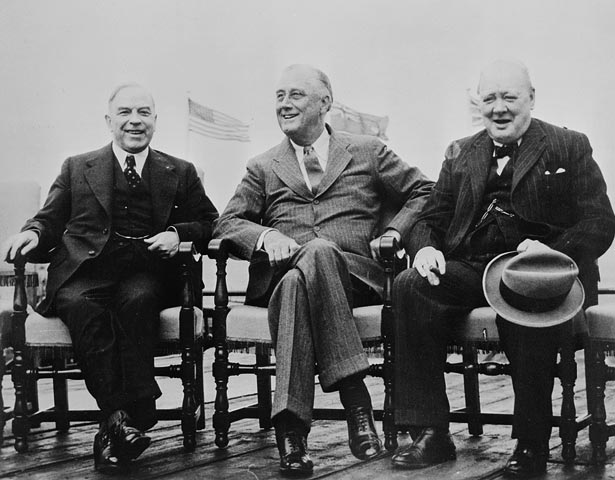
퀘벡협정 뒤 기념 사진을 촬영한 매켄지 킹, 프랭클린 루스벨트, 윈스턴 처칠

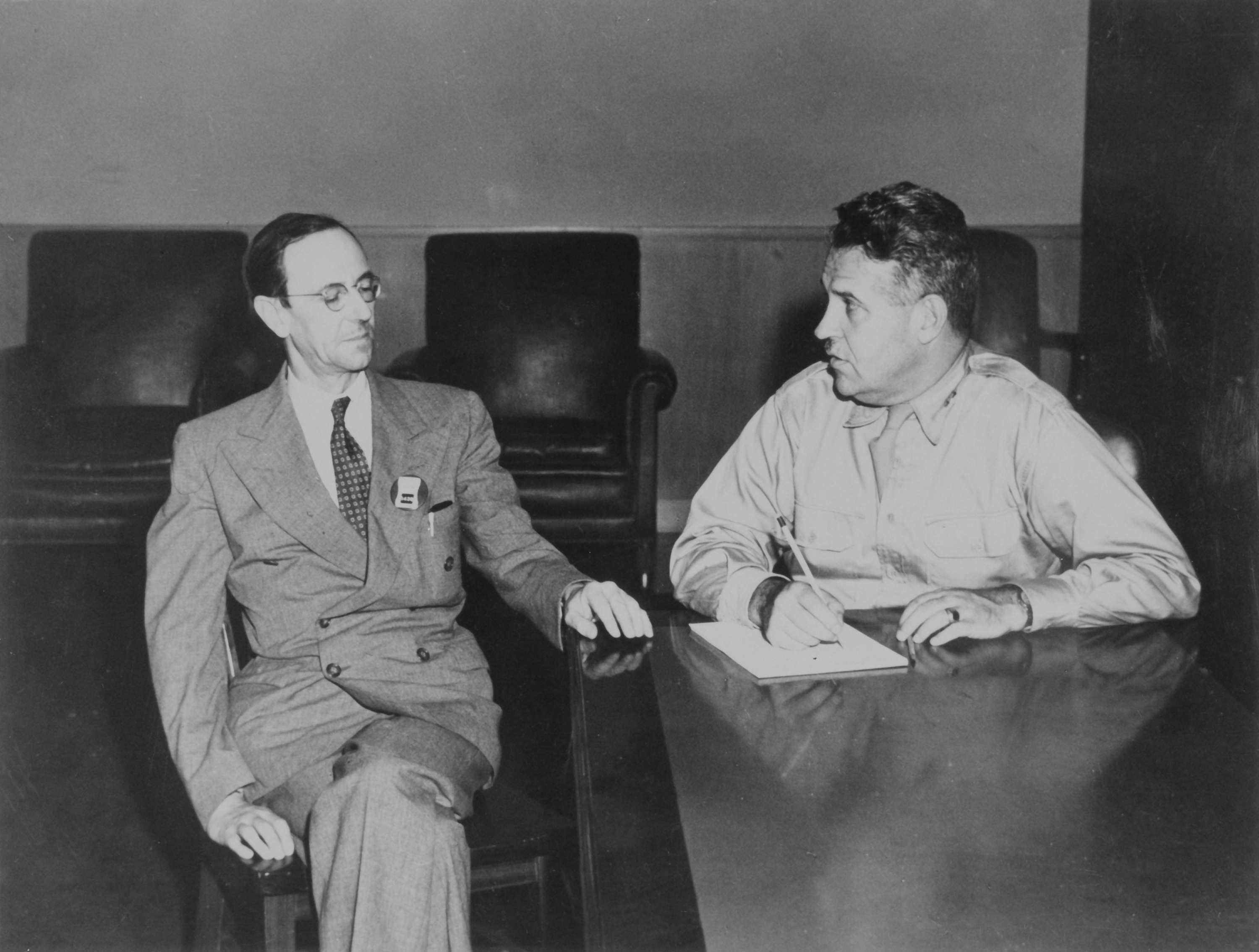
레슬리 그로브스와 채드윅

나치 독일의 공급이 격화되자 채드윅은 정부 피난 계획에 따라 쌍둥이 자녀를 캐나다로 피신시켰다. 튜부 앨로이스 역시 캐나다로 이전하게 되었을 때 채드윅은 우라늄 동위원소 분리에는 영국이 더 적합한 장소일 것이란 생각으로 망설였다. 1942년 당시 영국은 핵폭탄 개발에 1백만 파운드를 초과하는 거금을 쏟아붇고 있었지만 충분한 양의 우라늄을 확보하지는 못한 상태였다. 게다가 원하는 만큼의 우라늄을 확보하기 위해선 25백만 파운드를 더 투입해야 할 상황이었다. 결국 우라늄 동위원소 분리와 핵폭탄 제조는 미국이 담당하게 되었다. 맨해튼 계획을 진행한 미국은 채드윅을 비롯한 영국 물리학자를 적극 활용하였지만, 핵폭탄 제조를 미국이 주도하게 되면서 영국의 위상은 다소 낮아지게 되었다. 미국과 영국은 퀘벡 협정을 채결하여 맨해튼 계획을 위해 상호 협력하기로 하였다. 이 협정은 미국과 영국이 협력하여 핵폭탄을 개발하되 이렇게 개발된 무기를 서로에게는 절대로 사용하지 않으며 제3국에 정보를 제공하지도 않을 것을 약속한 비밀조약이다.
1943년 채드윅은 맨해튼 계획이 진행되고 있는 현장을 방문하였다. 플루토늄을 사용하는 핸포드는 방문에서 제외되었다. 채드윅은 맨해튼 계획을 총괄하던 레슬리 그로브스로부터 모든 연구에 접근할 권한을 얻은 유일한 사람이었다. 한편 채드윅은 K-25 플랜트의 기체확산법 공정을 보면서 자신이 시도했던 우라늄 농축 방법이 매우 비효율적이었다는 것을 깨달았다. 1943년 채드윅은 가족들과 함께 뉴멕시코의 로스앨러모스로 이사하였다. 로스앨러모스는 리틀보이를 설계, 제작한 곳이다. 채드윅은 보안을 위해 제임스 채피(James Chaffee)라는 이름으로 활동하였다.
채드윅은 미국은 영국의 도움 없이도 핵폭탄을 제조할 수 있을 것으로 보았다. 그러나, 레슬리 글로브스는 보다 효과적이고 빠른 개발 진척을 위해 채드윅의 협력을 요청하였다. 튜브 앨로이스가 맨해튼 계획의 일환으로 진행되는 동안 관련된 영국 과학자들은 보안 누설을 방지하기 위해 모두 다니던 직장에서 물러나 튜브 앨로이스에 전념하였다. 영국 과학자 팀이 합류한 로스앨러모스 연구소는 결국 원자폭탄 제작에 성공하였다.

## 전쟁 이후
제2차 세계 대전이 끝나고 채드윅은 잠시 동안 원자력 에너지 자문위원회와 유엔 원자력 위원회에서 활동하였다. 그러나 패트릭 블래킷이 영국의 독자적인 핵무기 보유를 주장한다는 이유로 채드윅을 비판하자 자리에서 물러났다. 1946년 채드윅은 영국으로 귀환하여 전쟁으로 중단되었던 연구를 계속하였다. 채드윅은 1948년 캠브리지 대학교 곤빌 카이우스 컬리지의 학장이 되었다. 1974년 7월 24일 사망하였다.

## 서훈
- 1945년 Knight Bachelor(기사작위) 서임
- 1970년 컴패니언 오브 아너(Order of the Companions of Honour, CH)

## 주해
1. ↑  그래머 스쿨은 유럽과 미국 등에 있었던 중등학교이다.
2. ↑  오늘날에는 중성자의 질량을 1.00866491600(43) u로 본다. - Mohr, P.J.; Taylor, B.N. and Newell, D.B. (2011), "The 2010 CODATA Recommended Values of the Fundamental Physical Constants" (Web Version 6.0). The database was developed by J. Baker, M. Douma, and S. Kotochigova. (2011-06-02). National Institute of Standards and Technology, Gaithersburg, Maryland 20899.
3. ↑  채드윅의 메달은 2014년 경매에서 329,000 달러에 낙찰되었다.Gannon, Megan (4 June 2014). "Sold! Nobel Prize for Neutron Discovery Auctioned for $329,000". Yahoo News. Retrieved 16 September 2014.
4. ↑  Measuring Worth 사이트의 계산에 따르면 1935년 당시 1 파운드의 2014년 실제 가치는 60.57 파운드이다. 2014년 12월 14일 기준 1파운드의 원화 환율은 1,729.92 원으로, 채드윅이 받은 노벨상 상금은 약 863,751,800 원 정도가 된다. 2013년 노벨상 상금은 800만 크로나였고 당시 환율로 약 13억원이었다.
5. ↑  원자들은 일반적인 화학 반응으로는 변환되지 않는다. 원자핵 안의 중성자와 양성자는 강한 상호작용에 의해 단단히 연결되어 있기 때문이다. 따라서 원자핵이 융합되거나 붕괴되려면 일반적인 화학 반응보다 굉장히 큰 에너지가 필요하다. 오늘날의 측정에 따르면 우라늄-235의 붕괴에 의해 발생하는 에너지는 평균적으로 180 MeV이다.

## 참고 문헌
- Brown, Andrew (1997년). 《The Neutron and the Bomb: A Biography of Sir James Chadwick. Oxford University Press》. ISBN 978-0-19-853992-6.
- Gowing, Margaret (1964년). 《Britain and Atomic Energy, Macmillan Publishers》. OCLC 3195209.